# Chaetabraeus sabuthomasi
Chaetabraeus sabuthomasi är en skalbaggsart som beskrevs av Yves Gomy 2009. Chaetabraeus sabuthomasi ingår i släktet Chaetabraeus och familjen stumpbaggar. Inga underarter finns listade i Catalogue of Life.